# جیمز چایلد
جیمز چایلد (انگلیسی: James Child؛ زادهٔ ۴ ژوئیهٔ ۱۹۸۳) داور راگبی اهل بریتانیا است.
در ۱۹ دسامبر ۲۰۲۲، چایلد اعلام کرد که پیش از آغاز فصل ۲۰۲۳ از داوری کناره‌گیری می‌کند.